# André d'Espinay
André d'Espinay (Champeaux, 1451 - París, 10 de noviembre de 1500) fue un eclesiástico francés, obispo y cardenal. 

## Biografía

### Familia
André d'Espinay fue el segundo hijo de Richad d'Espinay, señor de Espinay y chambelán del duque de Bretaña François II, y de su segunda esposa Béatrix de Montauban, que era hija de Guillaume de Montauban y de Bonna Visconti y sobrina por parte de madre del duque de Orleans Louis de Valois.  
Tuvo varios hermanos: Guy, que como primogénito heredó los estados de su padre; Jean, que fue obispo de Mirepoix; Guillaume, que lo fue de Laon; otro Jean, que lo fue de Valence; Robert que lo fue de Nantes; Jacques, señor de Ussé y de Saint-Michel-sur-Loire; Françoise, abadesa de Saint-Georges de Rennes; Renée, y Jeanne.  Su tío paterno Jacques también había sido obispo de Rennes.

### Arzobispo de Burdeos y de Lyon
Era ya profeso en los benedictinos, licenciado en derecho y prior del monasterio de Saint-Martin-des-Champs de París cuando en 1479 el rey Luis XI de Francia le presentó para ocupar la arquidiócesis de Burdeos, de cuya catedral era canónigo, en sustitución de su difunto tío Artus de Montauban; fue confirmado por el papa Sixto IV , aunque no hizo su entrada oficial en la sede hasta tres años después.  El nuevo rey Carlos VIII le hizo miembro de su consejo y le nombró gobernador de París.
En 1488, con el favor del rey Carlos VIII, el papa Inocencio VIII le nombró también arzobispo de Lyon (y como tal, Primado de las Galias) en sucesión del difunto Carlos II de Borbón, pero antes de que el breve pontificio llegara a Francia los canónigos del capítulo catedralicio habían elegido para tal cargo a Hugues de Talaru y se negaron a aceptar a Espinay; el proceso de apelación duró más de diez años, durante los cuales la administración de la diócesis se encargó al obispo de Autun Antoine de Chalon.

### Cardenal
El papa Inocencio VIII le creó cardenal en el consistorio de 1489, con título de San Silvestre y San Martino, No viajó a Roma para recibir el capelo, sino que le fue entregado en Francia por el nuncio Leonello Cheregato.
Acompañó al rey Carlos VIII en su campaña militar por Italia contra el reino de Nápoles, hallándose presente en la batalla de Fornovo de 1495.
Durante el reinado de Luis XII fue uno de los más destacados intermediarios ante la Santa Sede en el proceso de anulación del matrimonio del rey con Juana de Valois y su posterior enlace con Ana de Bretaña.
Entre octubre de 1499 y mayo de 1500 fue también administrador de Aix-en-Provence.  A finales de 1499, con la intermediación del cardenal Georges d'Amboise,  se resolvió en su favor el pleito por la posesión de la sede de Lyon con la renuncia de Talaru.
Murió en 1500 antes de cumplir los cincuenta años en el castillo de Tournelles de París.  Fue sepultado en el convento de los celestinos de París, pero su tumba desapareció con la demolición del edificio a finales del siglo XIX.